# 国鉄シキ40形貨車
国鉄シキ40形貨車（こくてつシキ40がたかしゃ）は、1929年（昭和4年）から1945年（昭和20年）にかけて42両が製造された、30トン積み低床式大物車である。間に他の形式が入ってしまっているため番号は飛んでおり、シキ40 - シキ59、シキ240 - シキ261となっている。このうち最後の2両にあたるシキ260・シキ261は太平洋戦争の本土決戦に備えて大砲の砲身輸送などに用いるために日本陸軍が用意した私有貨車であった。
全長は12,300 mm（車体長11,500mm）で、従来の大物車とほぼ同じであったが、台枠構造の工夫により低床部はずっと長い4,800 mmを確保した。また低床部のレール面上高さは690 mmと低く、これによって高い使い勝手を確保して、荷主からの評価が高い大物車となった。これによってシキ40形は大量に増備されることになった。台車はアーチバー式の2軸ボギー台車TR20形を2基装備し、空気ブレーキはKD180形であった。
シキ40 - シキ43は国鉄苗穂工場、シキ44 - シキ49は国鉄浜松工場、シキ50 - シキ59は田中車輌、シキ240 - シキ249は日本車輌製造、シキ250 - 259は川崎車輛、シキ260・シキ261は日立製作所がそれぞれ製造した。このうちシキ49までは昭和初期の製造であるが、シキ50以降は第二次世界大戦末期の製造であった。シキ260・シキ261については大阪陸軍造兵廠所有で、常備駅は吹田駅であった。
シキ260は戦災により喪失した。シキ261については、終戦後大蔵省所管となった後、1958年（昭和33年）に国鉄が買い上げて他のシキ40形と同様の扱いとされた。1966年度（昭和41年度）から1982年度（昭和57年度）にかけて順次廃車となった。